# Derajnia
Derajnia (en ukrainien et en russe : Деражня ; en polonais : Dzierażnia) est une ville de l'oblast de Khmelnytskyï, en Ukraine. Sa population s'élevait à 10 240 habitants en 2024.

## Géographie
Derajnia est arrosée par la rivière Vovk et se trouve à 37 km au sud-est de Khmelnytskyï et à 258 km au sud-ouest de Kiev

## Histoire
Derajnia est fondée en 1431. À partir de 1542-1543, il y a un petit détachement de Cosaques se composant de quelques huttes. En 1552, onze personnes vivent à Derajnia, mais quatre d'entre elles décèdent peu après à la suite d'une épidémie. Les Tatars attaquent la localité en 1567 et les Cosaques de Bogdan Khmelnitski en 1648. Derajnia est occupée par les Turcs en 1672 et fait partie de l'Eyalet turc de Kamieniecki. En 1682, Derajnia est reprise par la Pologne sous Jean III Sobieski. Un petit château y est construit, qui subsiste jusqu'au début du XXe siècle.
Les premiers Juifs sont signalés à Derajnia vers 1750. Le cimetière juif contient des tombes datent de la fin des années 1700, peut-être antérieures. Derajnia passa entre les mains de l'Empire russe lors de la deuxième partition de la Pologne, en 1792. Dès les années 1840, des colonies agricoles juives sont autorisées près de Derajnia. La plus grande et la plus prospère, Staro Zakrevsky Meidan, est fondée en 1844 et subsiste jusqu'en 1928, avant de devenir le kolkhoze Staro Meidan.
Derajnia n'est qu'un pauvre village au milieu de nulle part jusqu'à la construction du chemin de fer, à la fin des années 1860 et au début des années 1870. Le Chemin de fer du Sud, également connu sous le nom de ligne Koursk – Kharkov – Azov, est construit par un Russe d'origine juive et magnat des chemins de fer, Shmuel Poliakov. Sur cette ligne, une gare est construite à Derajnia. Grâce au chemin de fer, la population de Derajnia passe de 1 201 habitants en 1873 à 6 118 habitants en 1897, dont 5 230 Juifs. L'économie de Derajnia prospère. Dans les grandes salles bondées de la gare de Derajnia se rencontrent des marchands et des banquiers venus de toute l'Europe.
Pendant la Première Guerre mondiale, la gare est fortifiée et des trains chargés de militaires ou d'approvisionnement passent toutes les 10 à 15 minutes. En 1917, après la Révolution bolchevique, Derajnia fut le théâtre de pogroms tant en raison des nombreux passages de troupes que de la position stratégique de la gare.
À partir de 1922, le régime soviétique transforme Derajnia en améliorant ses infrastructures, en apportant l'électricité et des écoles. Plusieurs kolkhozes sont créés à proximité. Mais au début des années 1930, la région subit une grave famine comme une grande partie de l'Ukraine.
Pendant la Seconde Guerre mondiale, Derajnia tombe aux mains des forces de l'Allemagne nazie, après de violents combats, lors de l'opération Barbarossa. La ville est occupée du 11 juillet 1941 au 25 mars 1944. Les occupants fortifient la gare et utilisent le chemin de fer pour approvisionner le front. Les Juifs de la ville et de ses environs sont d'abord concentrés dans le ghetto de Derajnia, ainsi qu'environ 200 Roms. Le 20 septembre 1942, 4 000 personnes environ sont abattues.
Pendant la guerre froide, Derajnia est le site d'une base secrète de missiles nucléaires. Derajnia a le statut de ville depuis 1987.

## Population
Recensements (*) ou estimations de la population :
| 1897* | 1923* | 1926* | 1959* | 1970* | 1979* |
| ----- | ----- | ----- | ----- | ----- | ----- |
| 6 118 | 3 508 | 5 660 | 6 326 | 7 938 | 8 410 |

| 1989*  | 2002*  | 2011   | 2012   | 2013   | 2014   |
| ------ | ------ | ------ | ------ | ------ | ------ |
| 11 454 | 10 446 | 10 185 | 10 260 | 10 317 | 10 302 |